# Théna
Théna (née Azura) est un personnage fictif apparaissant dans les bandes dessinées américaines publiées par Marvel Comics. Elle est membre des Éternels.

## Pouvoirs et capacités
Les capacités surhumaines incluent une combinaison impressionnante de pouvoirs. Parmi eux, on trouve une vitesse, une force, une durabilité et une régénération qui surpassent largement les limites humaines. Les individus dotés de tels pouvoirs peuvent également provoquer des explosions d'énergie, se déplacer par vol ou manipuler leur environnement à travers la télékinésie. Leur maîtrise s'étend également à la génération d'illusions, à la transmutation de la matière, et à un contrôle mental qui leur permet d'influencer les pensées et actions des autres. En plus de cela, ils possèdent des capacités de télépathie pour lire les esprits, ainsi que de téléportation pour se déplacer instantanément d'un endroit à un autre.

## Dans d'autres médias

### Cinéma
Angelina Jolie l'incarne dans Les Éternels de Chloé Zhao, 26e film de l'univers cinématographique Marvel et le troisième de la phase IV sorti en 2021.

### Télévision
Thena apparaît dans la bande dessinée Eternals motion, de Lisa Ann Beley (en).

### Comme Corona
- Eternals: Apocalypse Now

### Comme Athéna
- Red Raven Comics (en) #1